# 1578 Kirkwood
Az 1578 Kirkwood (ideiglenes jelöléssel 1951 AT) egy kisbolygó a Naprendszerben. Goethe Link Observatory fedezte fel 1951. január 10-én. Daniel Kirkwoodról (1814–1895), az Indianai Egyetem csillagászprofesszoráról nevezték el.